# Polbeth
Polbeth är en by i West Lothian i Skottland. Byn är belägen 25,7 km 
från Edinburgh. Orten har 2 300 invånare (2016).